# Rue du Bœuf
La rue du Bœuf est une voie piétonne pavée du quartier du Vieux Lyon, dans le 5e arrondissement de Lyon, en France. D'orientation nord-sud, elle relie la rue de Gadagne, qu'elle prolonge au sud de la place du Petit-Collège, au croisement de la montée du Chemin-Neuf et de la rue de la Bombarde.
Elle est bordée de bâtiments de l'époque de la Renaissance française des XVIe et XVIIe siècles, mêlant architecture gothique dont les emblématiques croisées à meneaux et emprunts à l'architecture de la Renaissance italienne comme l'entrée de la maison du Crible.
Depuis 2017, la présence de nombreux restaurants étoilés fait de cette rue, la rue la plus étoilée de France.

## Histoire
La rue du Bœuf, comme la rue Saint-Jean, a été tracée à la fin du IIIe siècle après que les habitants de Fourvière, la ville haute de Lugdunum, se sont vus privés de leur alimentation en eau et contraints de descendre vers la Saône pour bâtir peu à peu tout un quartier, où se trouve l'actuel Vieux Lyon.
La rue s'appelait à l'origine la rue Tramassac ou Tresmarsal, l'actuelle rue Tramassac portant alors le nom de rue de la Bombarde. À la suite de l'arrivée du premier atelier monétaire lyonnais dans la rue au XVe siècle, elle a été également parfois appelée « rue de la Monnaie ». Entre 1551 et 1571, Louis Thorel, qui fait partie des dix médecins qui composent le collège des médecins de Lyon, hérite de son père Julien d'un tènement actuellement à l'angle sud-ouest de la place Neuve-Saint-Jean et de la rue du Bœuf. Il y fait bâtir l'ensemble actuel (aux 2 et 3 de la place) et décore l'angle d'une statue de taureau, animal apparaissant sur son blason en 1597, lorsqu'il est anobli pour service rendu pendant la peste. Ces armes parlantes, le « taureau » évoquant le nom « Thorel », n'empêchent pas que, « aux yeux de tous » selon l'expression de l'historienne contemporaine Maryannick Lavigne-Louis, l'immeuble est désormais la « maison appelée le Bœuf », donnant également son nom à la rue.
En 1650, la rue a été prolongée au nord à la rue de Gadagne, offrant une meilleure circulation dans le quartier, traçant ainsi une parallèle à la rue Saint-Jean.
À partir de 2017, la rue compte trois restaurants étoilés, devenant ainsi la rue la plus étoilée de France.

## Les maisons et sites remarquables
- Au no 6 : La cour des loges, vaste demeure de Claude de Beaumont ;
- Au no 12 : maison de Pierre Bullioud, procureur général. Il y donna en 1589 un festin demeuré célèbre sous le nom de Festin des sept sages ;
- Au no 14 : maison Croppet de Varissan, famille de magistrats. En 1562, Jean Croppet cacha dans le puits de sa maison une partie du trésor de la cathédrale Saint-Jean de Lyon pour éviter qu'elle ne soit pillée par le François de Beaumont (1512-1587), baron des Adrets pendant les guerres de religion ;[Note 1]
- Au no 16 : la maison du Crible ou « tour rose » dont la porte donnant sur la rue est inspirée des dessins de l'architecte italien Sebastiano Serlio ;
- Au no 19 : maison de L'outarde d'or, à l'origine, enseigne d'un volailler ;
- Montée des Chazeaux : coupe la rue du Bœuf vers la rue de la Bombarde, appelée autrefois tire-cul à cause de ses 228 marches. Elle tient son nom d'un monastère bénédictin dont la maison principale se trouvait à Chazeaux dans le département de la Loire.

### Bâtiments non localisés
Louis Dugas de Bois-Saint-Just (1582-16..), seigneur de Bois-Saint-Just, conseiller en l'élection, subdélégué de l'intendance, échevin en 1658, jouissait de l'estime de ses concitoyens et fit l'acquisition auprès de Claude III de Villars, mestre de camp et gentilhomme de la chambre du roi, grand-père du maréchal de Villars, de la charge de premier président aux Cours de Lyon, et d'une maison dans cette rue du Bœufà laquelle était attachée le droit de vas, ou d'avoir une sépulture dans l'église Sainte-Croix de Lyon. Il épousa en 1632 Jeanne du Pin.
De même, le père des conseillers au Présidial Gaspar et Balthasar de Monconys, Pierre de Monconys, habitait un hôtel de la rue du Bœuf.

### Traboules
La rue possède de très nombreuses traboules, toutes n'étant pas ouvertes au public. L'une des plus connues, dite la « longue traboule » est, comme son nom l'indique, la plus longue du Vieux Lyon et part du no 27, permet de traverser quatre maisons pour rejoindre la rue Saint-Jean, au no 54.

### La cour des Loges
Situé au no 6, cet ensemble architectural composé de quatre bâtisses Renaissance (XVIe, XVIIe et XVIIe siècles) restaurées abrite aujourd'hui l'hôtel Cour des Loges et le restaurant étoilé Les Loges.

### La maison du Crible dite «tour rose»

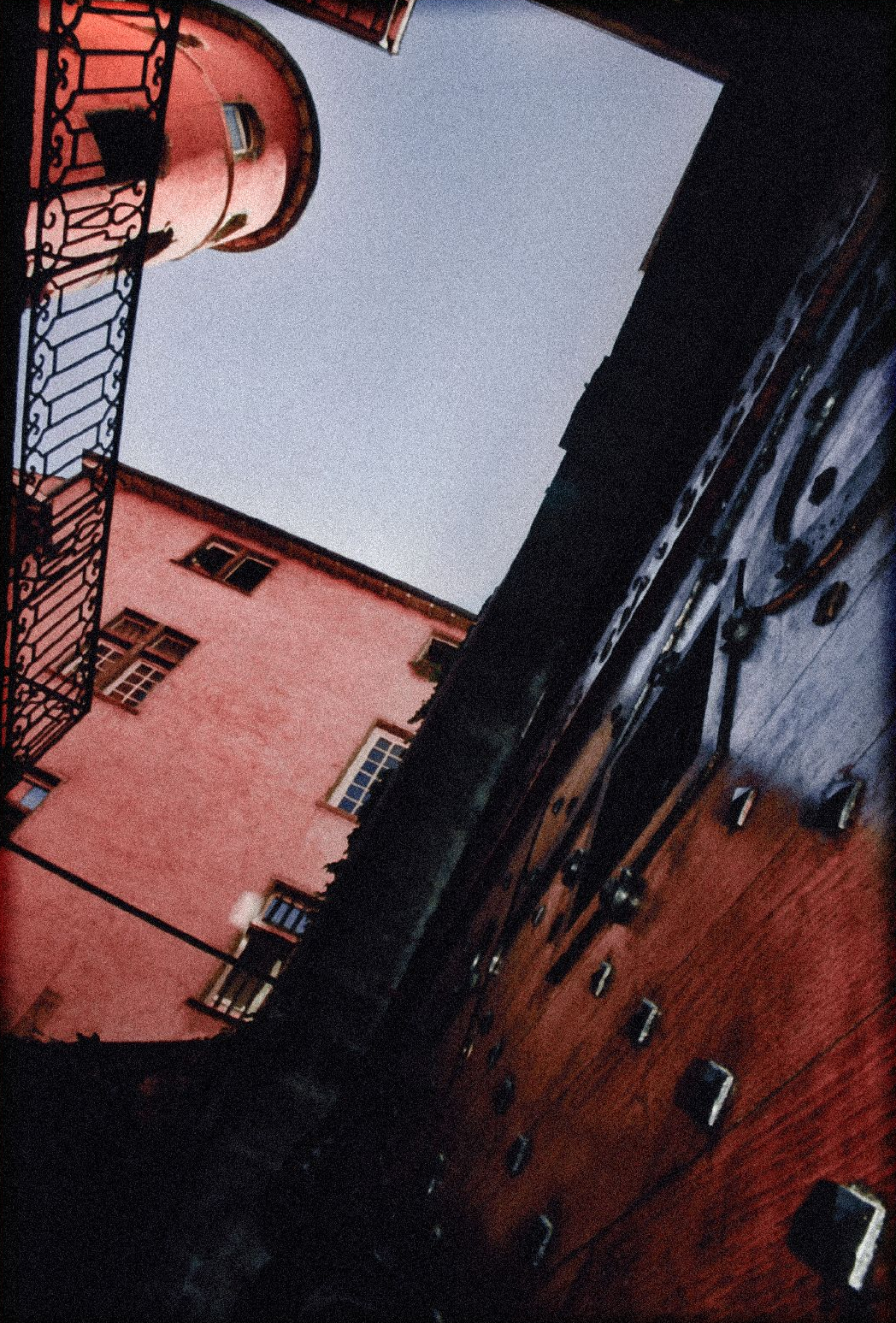
Cour de la tour rose

Au no 22 se trouve un hôtel quatre étoiles et un restaurant portant le nom de La tour rose. Cet établissement fondé en 1975 se trouvait initialement au n° 16 de la rue du Bœuf. Ce bâtiment connu sous le nom de maison du Crible abrite dans la cour la tour ronde éponyme qui possède un escalier en vis avec en face une terrasse et un jardin. Au fond, se trouve un puits à coquille près de la porte cloutée de l'institut des sciences clavologiques. À l'étage on trouve des fresques du XVIIe siècle.

## Accessibilité
Ce site est desservi par la station de métro Vieux Lyon - Cathédrale Saint-Jean.
- Lignes de bus 29-30-31-C14-184
- Navette Presqu'île : N4 (Romain Rolland)
- Stations Vélo'v : Saint-Jean (Cathédrale - Funiculaire) - Quai Romain Rolland (Ancien Palais de Justice) - Rue de la Baleine (Angle quai Romain Rolland)

## Sources bibliographiques
- Maurice Vanario, Rues de Lyon : à travers les siècles, Lyon, Éditions lyonnaises d'art et d'histoire, 2002, 333 p. (ISBN 2-84147-126-8)
- Maryannick Lavigne-Louis, « Le taureau du docteur Louis Thorel (angle rue du Bœuf - place Neuve Saint-Jean) », Renaissance du Vieux Lyon, no 141,‎ novembre 2013 (lire en ligne, consulté le 26 août 2022).
- Maryannick Lavigne-Louis, « 14 rue du Boeuf : le premier atelier monétaire de Lyon », Renaissance du Vieux Lyon, no 150,‎ juin 2018 (lire en ligne, consulté le 26 août 2022).